# Хоби (монастырь)
Монастырь Хоби груз. ხობის მონასტერი), официально известный как Ноджихевский успенский мужской монастырь (ნოჯიხევის ყოვლადწმინდა ღვთისმშობლის მიძინების სახელობის დედათა მონასტერი), — грузинский православный монастырь в западной Грузии, расположенный в окрестностях города Хоби. Здание церкви датируется XIII веком. Снаружи он украшен резным декоративным камнем, а внутри — фресками. Он служил фамильным монастырём княжеского рода Дадиани, владевшего Мегрелией. В нём хранилось несколько христианских реликвий и икон. Монастырь внесён в список недвижимых памятников культуры национального значения Грузии.

## История
Монастырь Хоби расположен в деревне Ноджихеви, лежащей в 3 км к северу от города Хоби и относящейся к Хобскому муниципалитету, в грузинском крае Самегрело-Верхняя Сванетия. Эта территория является частью исторического и культурного региона Мегрелия (Самегрело).
Первое известное упоминание о Хоби, тогда более часто называемом Хопи, и его епископе Игнатии встречается в грузинском документе из иерусалимского монастыря Святого Креста, датированном периодом между 1212 и 1222 годами. Точная дата постройки храма неизвестна, но искусствовед Вахтанг Беридзе определял вторую половину XIII века как время его создания. Хоби служил фамильным монастырём и местом захоронения Дадиани, княжеской династии, правившей Мегрелией. Посещавшие в XVII веке Мегрелию сообщали, что Хоби почитался за хранившиеся в нём христианские реликвии, такие как предполагаемое одеяние Девы Марии и останки святых Марины Антиохийской и Кириака. После забвения в советскую эпоху Хобская церковь была восстановлена для использования в религиозных целях и в настоящее время действует как женский монастырь.

## Архитектура
Хоби представляет собой бескупольный зальный храм с крестовыми сводами. Его северо-западный и юго-западный углы были отведены под отдельные часовни (эвктерионы), но позднее они оба были соединены с центральной нишей. По всей длине западного и южного фасадов проходит открытая галерея, которая ведёт закрытой часовней в восточном конце южного фасада. Фасады украшены резной каменной кладкой. Внутренние стены содержат множеством фресок, относящихся к периоду XIII—XIV веков, созданных под влиянием поздневизантийского палеологического искусства, а также к XVII векe. Помимо религиозных сцен фрески содержат изображения членов династии Дадиани с надписями на грузинском. Длинная надпись на южной часовне, выполненная средневековым грузинским шрифтом «асомтаврули», сообщает, что большая коллекция мраморных колонн, капителей и фрагментов амвона была привезена Вамехом I Дадиани (умер в 1396 году) из его победоносного похода в Зихию. Эти фрагменты каменной кладки, некоторые из которых имеют византийское происхождение и датируются V веком, были использованы для украшения стен часовни. Недалеко от главной церкви находится колокольня XIV—XVII века, руины епископского дворца XVII века и остатки кольцевой стены, восстановленные в рамках проекта правительства Грузии в 2016 году.